# Simba (БТР)
Simba — бронированный колесный бронетранспортер, разработанный компанией GKN Sankey. В настоящее время находится на вооружении Филиппинской армии.
Производство и экспортные поставки бронетранспортёра Simba закончились к 2020 году.

## История
Легкий боевой транспортёр «Simba Light Combat Vehicle» (LCV) был разработан компанией GKN в основном для продаж на экспортный рынок, изначально предназначенный для дополнения GKN Saxon. Прототип был впервые представлен в 1978 году на выставке в Олдершоте. В июне 1982 года его снова увидели, теперь с 90-мм пушкой Cockerill.
Испытания в Форт-Магсайсей, где Simba проходил тестирование среди бронированных машин американского, британского, французского и немецкого производства, как сообщалось 19 января 1990 года, привели к тому, что его выбрала Вооружённые Силы Филиппин, которые заключили первый контракт на 150 транспортёров. 14 июля 1991 года газета Malaya сообщила, что сделка обошлась в $54 миллиона США.
Из 150 заказанных транспортёров восемь были доставлены в виде готовых комплектов от GKN, два — в виде разобранных комплектов, и еще два — в виде комплектов. Остальные позднее были собраны на Филиппинах на предприятии совместного предприятия Asian Armored Vehicle Technologies Corporation в Субик-Бей. Стоимость Simba на тот момент составляла $360,000 за каждый транспортёр.
Хотя Филиппинская армия его приняла на вооружение, небольшое количество было введено в строй Президентской охранной группой. Известно, что в настоящее время его использует Бронетанковая дивизия армии.
Транспортёр предлагался Малайской армии, но они решили принять гораздо более мощные шестиколёсные SIBMAS.

## Конструкция
Водитель сидит традиционно спереди слева, с дизельным двигателем Perkins справа от него, и отсек для войск простирается до задней части транспортного средства. Коробка передач — полуавтоматическая Clark 13.1 HR 28422, с четырьмя передачами вперёд и двумя назад. Это сочетается с раздаточной коробкой, которая позволяет переключаться с полного привода на задний. Левостороннее расположение водительского места является признаком того, что GKN производит транспортное средство с учетом зарубежных экспортных поставок.
Войска на сидениях по обе стороны могут высаживаться из транспортного средства через большую дверь в задней части или дверь в левой стороне корпуса. Водитель и командир могут покидать транспортное средство через люк купола и левую боковую дверь водителя. Внутри могут разместиться около 10 человек, хотя восемь человек — это оптимальная нагрузка.
Обычно на транспортном средстве установлен одноместный башенный модуль с тяжелым пулеметом M2 Browning калибра .50 BMG (12,7x99 мм НАТО). Некоторые транспортные средства были оснащены одноместным башенным модулем с 25-мм пушкой и коаксиальным 7,62-мм универсальным пулеметом. Башни можно доработать для установки автоматического гранатомета на винтовое крепление. Simba изготовлена из конвенционального легированного стального сплава, предназначенного для защиты пассажиров от пуль калибра 7,62 мм.
К транспортному средству можно установить широкий спектр дополнительного оборудования, включая бескамерные шины, лебедку спереди, систему отопления/кондиционирования воздуха и различные виды оружия.

## Варианты
Известны следующие варианты:
- Бронетранспортёр
- Санитарный вариант
- Боевая машина пехоты с орудием 20мм/25мм
- Огневая поддержка с орудием 90мм
- Противотанковый вариант с пусковым устройством TOW/HOT
- Зенитный вариант с 20-мм пушками
- Бронетранспортёр с миномётом 81 мм
- Транспортное средство для внутренней безопасности с отвалом, боковыми экранами против бунтов и громкоговорителем